# Семенівка (Коростишівська міська громада)
Семені́вка — село в Україні, у Житомирському районі Житомирської області. Входить до складу Коростишівської міської громади. Населення становить 59 осіб.